# Jacques Dimont
Jacques René Émile Dimont (ur. 2 lutego 1945 w Carvin, zm. 31 grudnia 1994 w Awinionie) – francuski florecista, złoty medalista olimpijski.
Na igrzyskach olimpijskich w Meksyku w 1968 roku Francuzi w składzie: Jean-Claude Magnan, Daniel Revenu, Christian Noël, Gilles Berolatti i Jacques Dimont zwyciężyli w turnieju drużynowym. Był to jego jedyny start olimpijski.
Nie zdobył medalu mistrzostw świata. 
W 1969 roku ożenił się z pływaczką Danielle Dorleans, tym samym jego szwagrem został szermierz François Jeanne. W 1994 roku popełnił samobójstwo.